# Aceria
Aceria är ett släkte av spindeldjur som beskrevs av Hartford Hammond Keifer 1944. Aceria ingår i familjen Eriophyidae.

## Bildgalleri

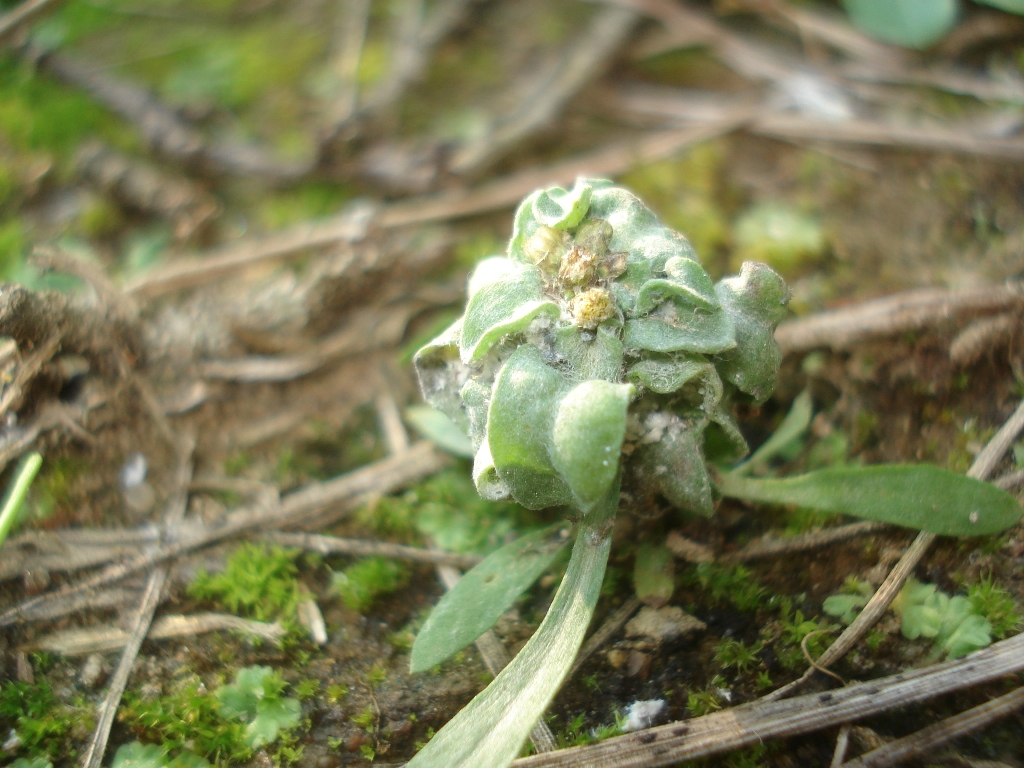
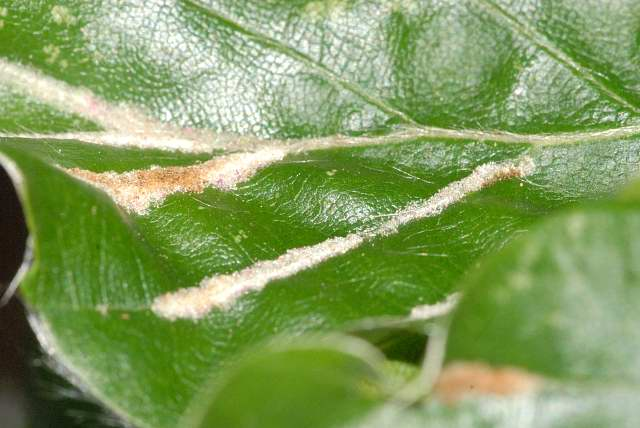

## Dottertaxa tillAceria, i alfabetisk ordning[1][2]
- Aceria absinthii
- Aceria anceps
- Aceria anthocoptes
- Aceria astragali
- Aceria bipedis
- Aceria calystegiae
- Aceria capreae
- Aceria carmichaeliae
- Aceria clianthi
- Aceria cornuta
- Aceria depressae
- Aceria diospyri
- Aceria diversicoloris
- Aceria drabae
- Aceria erinea
- Aceria exigua
- Aceria galiobia
- Aceria genistae
- Aceria geranii
- Aceria gersoni
- Aceria gleicheniae
- Aceria gypsophilae
- Aceria hagleyensis
- Aceria healyi
- Aceria korelli
- Aceria lamii
- Aceria lycopersici
- Aceria manukae
- Aceria marginemvolvens
- Aceria mayae
- Aceria melicopis
- Aceria melicyti
- Aceria microphyllae
- Aceria parvensis
- Aceria pimeliae
- Aceria plagianthi
- Aceria populi
- Aceria rhodiolae
- Aceria rubifaciens
- Aceria salicina
- Aceria saussureae
- Aceria saxifragae
- Aceria sheldoni
- Aceria simonensis
- Aceria strictae
- Aceria tenuifolii
- Aceria tenuis
- Aceria titirangiensis
- Aceria tuberculata
- Aceria tulipae
- Aceria waltheri
- Aceria victoriae
- Aceria vinosa
- Aceria zoysima